# Пропавший без вести (фильм, 1982)
«Пропавший без вести» (англ. Missing) — кинофильм режиссёра Коста-Гавраса, вышедший на экраны в 1982 году. В основу фильма легла подлинная история Чарлза Хормана, молодого журналиста из США, исчезнувшего в Чили после кровавого переворота и погибшего от рук чилийских военных 19 сентября 1973, когда к власти пришёл диктатор Аугусто Пиночет. (Фильм был запрещён во времена военной диктатуры, хотя сам Пиночет там не упоминается, вместо адмирала Мерино звучит имя вымышленное имя адмирала Худобре, Чили также, но звучат названия городов Сантьяго и Винья-дель-Мар, на военном вертолёте отчётливо видны опознавательные знаки ВВС Чили. Не оставляет сомнений и датировка событий в записях Хормана сентябрём — явно 1973 г.)

## Сюжет
Чили, сентябрь 1973 года.
Только что произошёл военный переворот, в результате которого было свергнуто законное правительство Сальвадора Альенде. На улицах комендантский час, постоянно раздаются выстрелы, люди гибнут десятками.
Молодой журналист и писатель Чарли Хорман (Джон Ши) возвращается из Винья-дель-Мар в Сантьяго, где его ждёт жена Бет (Сисси Спэйсек). Он намекает, что видел и слышал много интересного и записал кое-что. Однажды Бет задерживается и не может вернуться домой, ей приходится ночевать в подворотне. Придя домой, она обнаруживает, что всё внутри дома перевёрнуто, а Чарли пропал. Соседи говорят, что его забрали военные, однако те через американское консульство утверждают, будто отпустили его и он, вероятно, скрывается. Время идёт, а Чарли не появляется. Через две недели после исчезновения бизнесмен Эд Хорман (Джек Леммон), отец Чарлза, приезжает в Чили, чтобы на месте заняться его поисками.
Поначалу Эд настроен скептически по отношению к своей невестке и пытается сотрудничать с американскими представителями, но отсутствие результатов с их стороны наводит его на подозрения и заставляет предпринять собственное расследование. Он всё больше убеждается в причастности американских властей к перевороту в Чили и к гибели его сына. Наконец тело Чарли Хормана находят, Эд подаёт в суд на американских должностных лиц, виновных, по его мнению, в случившемся, вплоть до Киссинджера, однако ему не удаётся добиться успеха. Однако пусть и столь высокой ценой, он понял, что столь уважаемое им американское государство отнюдь не намерено защищать интересы отдельных граждан США, когда речь идёт о «высоких» политических соображениях. (Посол США в Чили Натаниэл Дэвис, хотя его имя и не называется в фильме (однако оно упомянуто в книге Томаса Хаузера, по которой он снимался), подал на его создателей в суд за клевету, требуя возмещения в 150 млн долл., но успеха не добился.)

## В ролях
| Актёр         | Роль                 |
| ------------- | -------------------- |
| Джек Леммон   | Эд Хорман            |
| Сисси Спэйсек | Бет Хорман           |
| Мелани Мэйрон | Терри Саймон         |
| Джон Ши       | Чарльз Хорман        |
| Чарльз Чиоффи | капитан Рэй Тауэр    |
| Дэвид Кленнон | консул Фил Патнэм    |
| Джерри Хардин | полковник Шон Патрик |
| Дженис Рул    | Кейт Ньюман          |

## Награды и номинации

### Награды
- 1982 — два приза Каннского кинофестиваля: «Золотая пальмовая ветвь» и приз за лучшую мужскую роль (Джек Леммон)
- 1983 — премия «Оскар» за лучший адаптированный сценарий (Коста-Гаврас, Дональд Стюарт)
- 1983 — две премии Британской киноакадемии: лучший сценарий (Коста-Гаврас, Дональд Стюарт), лучший монтаж (Франсуаза Бонно)
- 1983 — премия Гильдии сценаристов США за лучшую адаптированную драму (Коста-Гаврас, Дональд Стюарт)

### Номинации
- 1983 — три номинации на премию «Оскар»: лучший фильм (Эдвард Льюис, Милдред Льюис), лучший актёр (Джек Леммон), лучшая актриса (Сисси Спэйсек)
- 1983 — 5 номинаций на премию Британской киноакадемии: лучший фильм (Эдвард Льюис, Милдред Льюис), лучший актёр (Джек Леммон), лучшая актриса (Сисси Спэйсек), лучший режиссёр (Коста-Гаврас), лучшая музыка (Вангелис)
- 1983 — 5 номинаций на премию «Золотой глобус»: лучший фильм — драма, лучший актёр — драма (Джек Леммон), лучшая актриса — драма (Сисси Спэйсек), лучший режиссёр (Коста-Гаврас), лучший сценарий (Коста-Гаврас, Дональд Стюарт)